# Enrique Lucero
Enrique Lucero (Chihuahua, 9 de octubre de 1920-Ciudad de México, 9 de mayo de 1989) fue un actor mexicano. Es conocido por interpretar a la Muerte en Macario y al personaje del cura en la película Canoa.

## Biografía
Lucero nació el 9 de octubre de 1920 en Chihuahua. Inició su carrera como actor de cine en Argentina con las películas La historia del tango (1949) y La voz de mi ciudad (1953). Su primera película filmada en México fue El camino de la vida (1956).
En la película mexicana Macario (1960), Lucero hace el papel de la personificación de la Muerte. Es considerado como su papel más famoso, con periodistas cinematográficos de México (PECIME) describiendo su papel como «la Muerte más famosa del cine mexicano».
Además de su trabajo en México, Lucero apareció en varias películas de los Estados Unidos, tales como Buck and the Preacher (1972), en donde compartió créditos con Sidney Poitier, quien también debutaba como director con esta película.
Lucero murió el 9 de mayo de 1989 en la Ciudad de México a los 68 años. Sus restos descansan en la Rotonda de Actores de los Mausoleos del Ángel de dicha ciudad.

## Filmografía
Fuente:
- La historia del tango (1949) - Ángel Villalva Jr.
- La voz de mi ciudad (1953)
- El camino de la vida (1956) - Lic. José Gutiérrez
- Sierra Baron (1958) - Anselmo
- Villa! (1958) - Tenorio
- Pistolas de oro (1959)
- El pequeño salvaje y los piratas (1959) (no acreditado)
- Flor de mayo (1959)
- Sonatas (1959) - Militar prisionero
- Bendito entre las mujeres (1959) (no acreditado)
- La fièvre monte à El Pao (1959) - Villa (no acreditado)
- Macario (1960) - La muerte
- Simitrio (1960) - Papá de Simitrio (no acreditado)
- ¡Viva la soldadera! (1960) (no acreditado)
- The Magnificent Seven (1960) - Aldeano #1
- Rosa Blanca (1961) - Blas Urrutia
- Paraíso escondido (1962)
- La noche del jueves (1962) - Julio
- El tejedor de milagros (1962) - Arnulfo
- El vampiro sangriento (1962) - Lazaro
- El extra (1962) - Actor, sacerdote azteca
- Tiburoneros (1963) - Rubén
- La invasión de los vampiros (1963) - Lázaro
- Corazón de niño (1963) - Maestro Robles
- El beso de ultratumba (1963) - El vagabundo
- La maldición de la Llorona (1963) - Dr. Daniel Jaramillo
- Cri Cri el grillito cantor (1963) - Don Cosme
- Una cara para escapar (1963)
- El revólver sangriento (1964) - Pedro
- El gallo de oro (1964) - El Chinaco
- Love Has Many Faces (1965) - Tte. Ricardo Andrade
- Major Dundee (1965) - Doctor Aguilar
- Tarahumara (1965) - Brujo Owiruane
- Pistoleros del oeste (1965)
- Los sheriffs de la frontera (1965)
- Pacto de sangre (1966)
- Tarzan and the Valley of Gold (1966) - Pérez
- Los mediocres (1966) - Arcadio Buendia (segmento "Las Cucarachas")
- El indomable (1966)
- Retablos de la Guadalupana (1967)
- Rocambole contra la secta del escorpión (1967) - Emir Hassan Ali
- La carcachita (1967)
- Los traidores de San Ángel (1967) - Rodríguez
- Los bandidos (1967) (sin acreditar)
- Los cañones de San Sebastián (1968) - Renaldo
- Le Rapace (1968) - El Bosco
- Valentín de la Sierra (1968)
- El caballo Bayo (1969)
- The Wild Bunch (1969) - Ignacio
- Butch Cassidy and the Sundance Kid (1969) - Guardia en el 1er Banco Boliviano (no acreditado)
- Shark! (1969) - Inspector Barok
- Estafa de amor (1970)
- El despertar del lobo (1970) - Vidente oriental
- Two Mules for Sister Sara (1970) - 3rd American
- La vida inútil de Pito Pérez (1970)
- Los amores de Chucho el Roto (1970)
- Emiliano Zapata (1970) - Jesús Guajardo
- The Bridge in the Jungle (1971) - Pérez
- Something Big (1971) - Espía indio
- Santo contra los cazadores de cabezas (1971) - Husca
- Buck and the Preacher (1972) - Jefe indio
- The Revengers (1972) - (uncredited)
- Aguirre, der Zorn Gottes (1972) - Nacho
- La Scoumoune (1972) - el Mexicano (le Mexicain), Migli
- The Long Goodbye (1973) - Jefe
- Aquellos años (1973) - Juan Nepomuceno Almonte
- Renzo, el gitano (1973)
- I Escaped from Devil's Island (1973) - Esteban
- La muerte de Pancho Villa (1974)
- Peregrina (1974) - Hermengildo Rodríguez
- Quiero la cabeza de Alfredo García (1974) - Esteban
- Presagio (1975) - Héctor
- Mary, Mary, Bloody Mary (1975) - Tte. Pons
- La casa del sur (1975) - Ramón
- Las fuerzas vivas (1975) - Mateo
- Canoa (1976) - El señor cura
- The Return of a Man Called Horse (1976) - Raven
- La virgen de Guadalupe (1976) - Tío Bernardino
- Las Poquianchis (1976) - Capitán
- Maten al león (1977) - Vicepresidente Cardona
- El viaje (1977) - Enrique Jiménez
- Los de abajo (1978)
- Los hijos de Sánchez (1978)
- Ratero (1979) - Gallo
- La guerra santa (1979) - Rutilo Sandoval
- Guyana: Crime of the Century (1979) - Miembro de la comuna
- Eagle's Wing (1979) - The Shaman
- A paso de cojo (1980)
- The Octagon (1980) - One-Armed Man
- Green Ice (1981) - Lucho el cafetero
- Ángel del barrio (1981) - Patada
- Un hombre llamado el diablo (1983)
- Under Fire (1983) - Prison Priest
- Todo un hombre (1983) - Juvencio
- The Evil That Men Do (1984) - Aristos
- Little Treasure (1985) - Sacerdote
- La revancha (1985)
- El tráiler asesino (1986)
- Murieron a la mitad del río (1986)
- El tres de copas (1986)
- Al filo de la ley: Misión rescate (1986) - Comandante
- Gaby: A True Story (1987) - Ministro de Educación
- El último túnel (1987) - Juan Penagos
- Treasure of the Moon Goddess (1987) - Tupac
- Los confines (1987) - Tanilo
- El jinete de la divina providencia (1989)
- Mi pistola y tus esposas (1989) (papel final en películas)